# Wanda Andrzejewska
Wanda Janina Andrzejewska (ur. 19 czerwca 1930 w Skarżysku-Kamiennej) – polska okulistka, profesor medycyny.

## Życiorys
Dyplom lekarski zdobyła na Pomorskiej Akademii Medycznej w Szczecinie w 1954, gdzie pracowała całe zawodowe życie. Doktoryzowała się w 1963, a habilitowała w 1977. W 1990 został jej nadany tytuł profesora nauk medycznych. Pracowała jako kierownik (1996–2000) katedry i Kliniki Okulistyki Pomorskiej Akademii Medycznej. Pełniła też funkcje uczelniane: dziekana Wydziału Lekarskiego (1987–1990) oraz prorektora (1991–1994). Była ponadto wieloletnim konsultantem w dziedzinie okulistyki dla województwa gorzowskiego. Na emeryturę przeszła w 2000 roku.
Od 1956 jest członkiem Polskiego Towarzystwa Okulistycznego (była wiceprezesem) oraz Polskiego Towarzystwa Lekarskiego. Zasiada ponadto we władzach szczecińskiej Fundacji na rzecz Zapobiegania Ślepocie i Niedowidzeniu.
Zainteresowania badawcze i kliniczne W. Andrzejewskiej dotyczyły m. in. fizjopatologii widzenia, leczenia oftalmopatii w chorobie Gravesa-Basedowa oraz leczenia krótkowzroczności. Publikowała w czasopismach krajowych i zagranicznych, m. in. w Klinice Ocznej, gdzie zasiada w komitecie honorowym.
Odznaczona m. in. Złotym Krzyżem Zasługi i Medalem Komisji Edukacji Narodowej.